# Manzonia overdiepi
Manzonia overdiepi is een slakkensoort uit de familie van de Rissoidae. De wetenschappelijke naam van de soort werd in 1983 voor het eerst geldig gepubliceerd door de Nederlandse malacoloog Jacobus Johannes van Aartsen.